# クラッシュオブキングス
クラッシュ オブ キングスは、Elex Wirelessによって開発、運営されているスマートフォン・タブレット向けオンラインストラテジーゲーム。
基本プレイは無料で、ゲーム内アイテムを有料で購入できるフリーミアムモデル。